# Szeleczky Ádám
Szeleczky Ádám (? –) kreatív producer, újságíró, riporter, műsorvezető
Felesége Szeleczky Takács Viktória chocolatier/ötvös, akivel 2007 óta házasok, egy fiuk van. 

## Magánélete
Gyermek éveit Budaörsön töltötte, ahonnan a a középiskolai évek alatt visszaköltözött családjával Budapestre. 
A Táncsics Mihály Gimnáziumban érettségizett 1996-ban, ezt követően a Magyar Televízió segédoperatőr/kameraman képzését végezte el, amit a Pázmány Péter Katolikus Egyetem kommunikáció szaka követett. 
Az egyetemet nem érezte sem céljainak, sem habitusának megfelelőnek, így hazai tanulmányait az Eszterházy Károly Tanárképző Főiskola budapesti média szakán fejezte be 2001-ben. Folytatott további média-tanulmányokat Hollandiában és az Amerikai Egyesült Államokban is.
Feleségével és fiával jelenleg Budapesten él, életvitel szerűen lakott már Hollandiában, Németországban és az Egyesült Államokban.

## Média
Első műsorvezetői munkáját a Broadcast Motel nevű internetes rádiónál kapta 1997-ben, majd újságíróként az 576 Kbyte és Konzol magazinok játéktesztelőjeként/szerkesztőjeként dolgozott “aDaM”-néven. 
Írt a CKM és a Playboy magazinoknak, 2001-ben pedig a Fix.Tv műsorvezetőjeként szerzett ismertséget magának. 
Rövid ideig a Viasat 3 Tantusz c. műsorát vezette, 2002-től pedig a Tv2 Aktív és Magellán c. műsorának volt riportere.
Hollandiában költözött a Rosegarden Studios nemzetközi produkciós cég alkalmazottjaként, ahol norvég, svéd és belga call-tv vetélkedőknek lett kreatív producere. 
2003-tól az RTL Klub Pont.hu c. műsorának volt a főszerkesztője, majd visszatért a TV2-hőz a csatorna több produkciójában. 
Ezzel párhuzamosan több hazai és nemzetközi televíziós műsorban, filmben dolgozott az Endemol, a Sat1/Pro Sieben és az SBS6 munkatársaként, majd 2010-ben az online videós tartalmak felé fordult a GameStar magazin videós producereként. Ugyanebben az évben a Sanoma (azóta Central Media) videós portfóliójának lett producere.
2012-ben a Motorsportal.hu weboldal főszerkesztőjeként kezdett el dolgozni, majd innen igazolt át a hazai Forma-1-es közvetítések stábjába.
2015-től F1-es utazó riporter, eközben több nagyszabású zenei műsornak (A Dal, Petőfi Zenei Életműdíj, Csináljuk a Fesztivált) lett felelős szerkesztője, majd kreatív producere. 
2024-ben saját döntéseként köszönt el a közmédiától, jelenleg a Paprika Studios kreatív producere. 
Forma-1-es újságírói jelenléte a tévéműsortól függetlenül megmaradt, videó sorozatok és podcastok állandó vendége, a hazai F1-es futamokon és egyéb auto-motorsport rendezvényeken rendszeresen megjelenő műsorvezető. Szinkronhangként szerepelt a Star Wars sorozat A Rossz Osztag c. animációs filmjében és az F1: A Film c. produkcióban.

## Díjak, elismerések
- 2013.Astellas díj -média különdíj- (Mindennapi Hősök, felelős szerkesztő)[7]
- 2017. Eurovíziós Dalfesztivál, Kijev -Döntő: 8. helyezés- (Pápai Joci “Origó”, kreatív producer)[8]
- 2023. Heart Of Europe nemzetközi televíziós fesztivál -a legjobb szórakoztató/zenei műsor különdíja-(PZD Életműdíj: Adamis Anna, felelős szerkesztő)[9]

## Médián kívüli munkái
2012-ben feleségével megalapította a Fabric Csokoládé kézműves manufaktúrát, ami azóta több, mint 21 nemzetközi díjat és elismerést nyert a világ csokoládéversenyein. 
2024-ben ezt követte a Fabric Ékszer, ahol a csokoládémanufaktúrából már ismert stílust ékszerekben, kiegészítőkben jelenítik meg.